# Glenea tenuilineata
Glenea tenuilineata är en skalbaggsart. Glenea tenuilineata ingår i släktet Glenea och familjen långhorningar.

## Underarter
Arten delas in i följande underarter:
- G. t. laterigriseicollis
- G. t. tenuilineata